# Rachiopogon grantii
Rachiopogon grantii är en tvåvingeart som först beskrevs av Newman 1857.  Rachiopogon grantii ingår i släktet Rachiopogon och familjen rovflugor. Inga underarter finns listade i Catalogue of Life.